# Pandanus penangensis
Pandanus penangensis är en enhjärtbladig växtart som beskrevs av Henry Nicholas Ridley. Pandanus penangensis ingår i släktet Pandanus och familjen Pandanaceae. Inga underarter finns listade.